# Доплер, Франц
(Альберт) Франц Доплер (венг. Albert Ferenc Doppler; нем. (Albert) Franz Doppler; 16 октября 1821, Лемберг — 27 июля 1883, Баден) — австро-венгерский флейтист и композитор. Дядя композитора Арпада Доплера (1857—1927).

## Биография
Альберт Франц Доплер родился 16 октября 1821 года в городе Лемберге (ныне Львов).

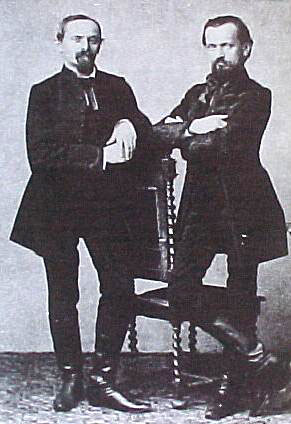
Братья Доплеры

С 1828 по 1831 год, также как и его брат Карл, получал первые уроки музыки у своего отца, который был композитором и гобоистом в Оперном театре в Варшаве.
В 13 лет дебютировал в Вене, также много играл дуэтом со своим братом Карлом. С 1838 года — солист в немецком театре в Пеште, через три года становится солистом Национального Театра в Будапеште. В 1853 году, вместе со своим братом Карлом и композитором Ференцем Эркелем, становится основателем первого венгерского симфонического оркестра.
Гастролировал со своим братом в Брюсселе, в Веймаре (где встретился с Листом), в Лондоне. Играл на флейте простых систем, в частности системе Тюлу.
С 1858 года — флейта-соло и дирижёр (позже главный дирижёр) Венской оперы. С 1864 по 1867 год — профессор Венской консерватории.
Альберт Франц Доплер умер 27 июля 1883 года в Бадене.
Автор опер на немецком и венгерском языках, балетов, пьес и концертов для флейты, обработок венгерских народных мелодий.

## Сочинения
Сочинения Франца Доплера прочно вошли в репертуар флейтистов — его Венгерская пасторальная фантазия для флейты и фп., op.26 является одним из самых часто исполняемых произведений флейтового репертуара. Часто можно услышать и Валашскую фантазию, op. 10, а также виртуозную Фантазию на т. Риголетто для 2х флейт и фп., op. 38. Интересно, что при жизни его флейтовые сочинения, предназначенные в основном для гастрольных поездок с братом, практически не издавались, в то время как обработки его опер и балетов для фортепиано и для фортепиано в четыре руки были изданы не один раз.
Список ныне изданных произведений:
- Валашская фантазия (фр. Airs Valaques) для флейты и фп., op. 10
- Колыбельная для флейты и фп., op.15
- Мазурка для флейты и фп., op. 16
- Ноктюрн для флейты и фп., op. 17
- Концертная парафраза по мотивам оперы Шуберта «Die Verschworenen» для 2х флейт и фп., op. 18
- Концертная парафраза по мотивам оперы Франца Шуберта «Der häusliche Krieg» D787, для 2х флейт и фп., op. 18
- Ноктюрн для флейты, скрипки, валторны (или виолончели) и фп., op. 19
- «Песнь любви» для флейты и фп., op. 20
- «Лесная птица» для флейты и фп., op. 21
- Анданте и рондо для 2х флейт и фп., op. 25
- Венгерская пасторальная фантазия для флейты и фп., op.26
- «Воспоминание о Риги»[2] для флейты, валторны и фп., op. 34
- Венгерское дуэттино для 2х флейт и фп., op. 36
- Американское дуэттино для 2х флейт и фп., op. 37 (1879)
- Попурри по мотивам опер Доницетти, Вебера, Россини, Обера, Берлиоза для 2х флейт (1881)
- «Сомнамбула». Парафраза в воспоминании об Аделине Патти для 2х флейт и фп., op. 42
- Концерт ре минор для 2х флейт с оркестром
- Фантазия на т. Альберта Брауна «Mutterseelenallein» для флейты и фп.
- Фантазия на т. из Крейцеровой сонаты Бетховена для флейты и фп., op. 43

В соавторстве с братом Карлом:
- «Пражский сувенир» для 2х флейт и фп., op. 24
- Бравурный вальс для 2х флейт и фп., op. 33
- Фантазия на венгерские мотивы (Венгерская фантазия) для 2х флейт и фп., op. 35
- Фантазия на т. Риголетто для 2х флейт и фп., op. 38

В соавторстве с арфистом Антонио Замара:
- Казильда-фантазия для флейты и арфы